# Yunaska
Yunaska (in lingua aleutina Yunaxsxa) è la maggiore del gruppo delle isole Four Mountains, nell'arcipelago delle Aleutine, e appartiene all'Alaska (USA). L'isola, lunga circa 23 km per 5,5 di larghezza e con una superficie di 173,099 km,² è disabitata. Si trova tra l'isola Herbert e Chagulak.
Yunaska si compone di due montagne vulcaniche separate da una valle. Il vulcano occidentale, alto 950 m, è il residuo eroso di quattro stratovulcani sovrapposti. Non è stato attivo in tempi storici. La montagna orientale è un vulcano di grandi dimensioni con due caldere sovrapposte al vertice, la cui ultima eruzione risale al 1937.